# Pralesnička fantastická
Pralesnička fantastická (Ranitomeya fantastica) je pralesničkovitý druh žáby patřící do rodu Ranitomeya. V roce 1884 ji popsal George Albert Boulenger jako Dendrobates fantasticus.

## Výskyt
Pralesnička fantastická je endemitem státu Peru, kde se vyskytuje v regionech San Martín a Loreto. K životu dává přednost tropickým vlhkým pralesům a starším sekundárním lesům. Žije v nadmořské výšce asi od 180 do 1 200 m n. m.

## Popis
Pralesnička fantastická patří mezi nejmenší, ale také nejbarevnější druhy pralesniček; dosahuje velikosti asi 20 milimetrů. Samci jsou vybaveni hrdelním vakem. Přední část těla od hlavy k černým končetinám má žluté zbarvení, bílým pruhem je pak oddělen zbytek těla s černým zbarvením a síťovaným vzorem. Objevuje se nicméně vícero morfotypů, lišících se svým barevným vzorem. Mezi chovateli je oblíben především vysokohorský morfotyp, s černou siluetou připomínající motýla na horní polovině hlavy. Barevný vzor pralesničky fantastické se podobá barevnému vzoru pralesničky klamavé (Ranitomeya imitator). V oblastech, kde spolu tyto dva druhy koexistují, může jít o tzv. müllerovské mimikry. Predátoři se v tomto případě vyhýbají oběma druhům po setkání jen s jedním z nich. Pralesnička fantastická je aktivní během dne. Samice kladou 2 až 5 vajec na listy blízko země, ostatek péče obstarává samec. Když se mláďata vylíhnou, přenese je do džbánků bromélií, kde probíhá jejich další vývoj.

## Ohrožení
Podle Mezinárodního svazu ochrany přírody patří pralesnička fantastická mezi zranitelné druhy. Hlavní hrozbu představuje odchyt žab z volné přírody, stejně jako ztráta přirozeného prostředí následkem rozšiřování lidského osídlení a zemědělské činnosti. Pralesnička fantastická je zapsána na druhou přílohu Úmluvy o mezinárodním obchodu s ohroženými druhy volně žijících živočichů a rostlin. Od roku 2001 probíhá s tímto druhem legální a udržitelný obchod, nicméně velké množství prodávaných zvířat je stále získáváno v rozporu se zákony. Regulace a kontrola obchodu patří společně s ochranou stanovišť mezi hlavní priority, co se ochrany druhu týče.